# Lijst van afleveringen van iCarly (seizoen 2)
Het tweede televisieseizoen van iCarly werd uitgezonden op Nickelodeon, van 27 september 2008 tot 8 augustus 2009. Na de introductie van de personages in het eerste seizoen, worden de kenmerken van de personages in dit seizoen benadrukt. In de aflevering iKiss vertelt Sam aan Freddie dat ze nog nooit gezoend heeft en ze heeft haar eerste kus met Freddie, omdat hij ook nog nooit gezoend heeft. Door deze gebeurtenis daalt de rivaliteit tussen deze twee personages aanzienlijk en worden ze zelfs goede vrienden.
Er zijn drie dvd's uitgebracht van dit seizoen: iCarly Season 2: Volume 1, iCarly Season 2: Volume 2 en iCarly Season 2: Volume 3.

## Afleveringen
- Dit seizoen bestond oorspronkelijk uit 45 afleveringen, maar werd door het marketingteam van Nickelodeon opgesplitst naar het derde seizoen. Nu bestaat dit seizoen uit 25 afleveringen.[1]
- Alle afleveringen van dit seizoen werden geproduceerd in het 14:9-format. Vervolgens werden ze bijgesneden tot een 4:3- en 16:9-formaat.
- Dit seizoen werd gefilmd van april 2008 tot december 2008.
- De televisieserie debuteerde op Nickelodeon, op zaterdag 27 september 2008.
- Er zijn drie televisiefilms in dit seizoen.
- Miranda Cosgrove, Jennette McCurdy, Nathan Kress en Jerry Trainor spelen in alle 25 afleveringen.

- Alle afleveringen van dit seizoen zijn in Nederland uitgezonden.

| # | Titel                                             | Regie              | Script                              | Datum             | Prod. code |
| --- | ------------------------------------------------- | ------------------ | ----------------------------------- | ----------------- | ---------- |
| 26 | Ik Zag hem eerst (iSaw Him First)                 | Adam Weissman      | Andrew Hill Newman & Steven Molaro  | 27 september 2008 | 204        |
| In de eerste aflevering van het tweede seizoen, zijn Carly en Sam verliefd op Freddies "Nerd" vriend, Shane (gespeeld door James Maslow, bekend uit Big Time Rush). Ze willen allebei een relatie met hem, maar dat gaat niet zo goed samen. Daarom besluiten ze een soort van wedstrijd te houden: wie het eerst Shane kust, mag zijn vriendin zijn. Maar langzaam en hatelijk gaat hun vriendschap eraan. Intussen probeert Spencer de lift op allerlei manieren te maken.                                                                                              |                                                   |                    |                                     |                   |            |
| 27 | Pak-Rat Pech (iStage an Intervention)             | Jonathan Goldstein | Karey Dornetto                      | 4 oktober 2008    | 205        |
| Spencer vindt een oude gamemachine in de kelder genaamd "Pak-Rat". Nadat hij het spel heeft opgezet, speelt hij het non-stop. Carly probeert hem van die verslaving af te krijgen, omdat hij een "Labradoodle" beeld moet af maken, omdat iemand hem daarvoor betaalt. Intussen verwijdert Freddie een doorstuurmail van Gibby, en Sam heeft hem erin geluisd dat als hij die mail niet doorstuurt er vele ongelukken zullen gebeuren. |                                                   |                    |                                     |                   |            |
| 28 | Schuld (iOwe You)                                 | David Kendall      | Jake Farrow                         | 11 oktober 2008   | 206        |
| Sam krijgt een baantje zodat zij Carly en Freddie $526 kan terugbetalen want ze is hun nog geld schuldig. Haar baantje begint helemaal mis te lopen, want het is veel te veel werk. Spencer ziet een aantrekkelijke moeder, en helpt de dochter van die vrouw toffeeballen te verkopen, zodat die dochter een fiets kan winnen. |                                                   |                    |                                     |                   |            |
| 29 | Liefde voor Lewbert (iHurt Lewbert)               | Russ Reinsel       | Ethan Banville                      | 18 oktober 2008   | 207        |
| Lewbert wordt gewond tijdens een "sketch". Spencer stelt voor dat Carly, Sam en Freddie hem helpen tot hij weer alles kan. Als Freddies moeder binnenkomt in het appartement van Lewbert, wil ze voor hem gaan zorgen. Spencer vindt een oude CB Radio achter in de berging, en zo komt hij in contact met een paar truckers. |                                                   |                    |                                     |                   |            |
| 30-32 | Ik ga naar Japan (iGo to Japan)                   | Steve Hoefer       | Dan Schneider & Andrew Hill Newman  | 8 november 2008   | 201-203    |
| De sterren gaan naar Japan om een prijs in ontvangst te nemen. |                                                   |                    |                                     |                   |            |
| 33 | Gebakken (iPie)                                   | Roger Christiansen | Andrew Hill Newman                  | 15 november 2008  | 208        |
| Carly, Sam, Freddie en Spencer gaan naar hun favoriete taartenwinkel. Nadat ze hebben gehoord dat de eigenaar overleden is en de winkel moet sluiten omdat niemand het recept weet, doen ze er alles aan om de winkel draaiende te houden. Ze denken dat het nichtje van de overleden man het recept weet en daarvoor moet Spencer daten met het onaantrekkelijke nichtje Trudie, maar zij weet het recept ook niet. Uiteindelijk vinden ze het recept, want de man zei dat het in zijn computer stond. Wat ze echter niet wisten, is dat de man het letterlijk bedoelde. |                                                   |                    |                                     |                   |            |
| 34 | (iChristmas)                                      | Steve Hoefer       | Dan Schneider                       | 13 december 2008  | 209        |
| Carly is boos op Spencer en wenst dat ze een normale broer had. Dan laat een kerstengel genaamd Mitch haar zien hoe haar leven dan zou zijn. |                                                   |                    |                                     |                   |            |
| 35 | Verzoening (iKiss)                                | Steve Hoefer       | Dan Schneider                       | 3 januari 2009    | 210        |
| Freddie is nog nooit gekust, en Sam vertelt dit geheim in iCarly. Nadat Freddie om deze reden is bespot op school, zegt Sam dat ze ook nog nooit is gekust. Ze maken een afspraak dat ze zullen kussen en het niet zullen vertellen. |                                                   |                    |                                     |                   |            |
| 36 | Autopech (iGive Away a Car)                       | Steve Hoefer       | George Doty IV                      | 17 januari 2009   | 211        |
| Een auto-weggeefwedstrijd bij de webshow is een probleem als blijkt dat het voertuig niet bestaat. Carly vraagt Spencer om hulp. |                                                   |                    |                                     |                   |            |
| 37 | (iRocked The Vote)                                | Russ Reinsel       | Andrew Hill Newman                  | 7 februari 2009   | 215        |
| iCarly promoot David Archuleta (gespeeld door zichzelf) een kandidaat van "America Sings" die hierdoor zijn tegenstander Wade Collins verslaat. |                                                   |                    |                                     |                   |            |
| 38 | Hier is Fred (iMeet Fred)                         | Adam Weissman      | Dan Schneider                       | 16 februari 2009  | 212        |
| Wanneer Freddie tijdens de iCarly uitzending vertelt geen fan te zijn van de filmpjes van YouTube-sensatie Fred (Lucas Cruikshank), stopt Fred met het maken van filmpjes. Dit levert Freddie veel problemen op met boze fans van Fred. Spencer raadpleegt dan weer een 'magische' gehaktbal om beslissingen te nemen. |                                                   |                    |                                     |                   |            |
| 39 | Dubbel en Dwars (iLook Alike)                     | David Kendall      | Dan Schneider                       | 7 maart 2009      | 213        |
| Carly, Sam en Freddie gebruiken hun lookalikes om Spencer beet te nemen terwijl ze het huis uit zijn om een Mixed Martial Arts MMA gevecht. Ondertussen is Spencer bezig met het maken van een grote versie van Newton Balls. |                                                   |                    |                                     |                   |            |
| 40 | Ik wil mijn Website Terug (iWant My Website Back) | Adam Weissman      | Matt Fleckenstein                   | 21 maart 2009     | 219        |
| Carly verliest haar URL aan Nevel, die hem alleen teruggeeft voor een kus. Ondertussen heeft Spencer per ongeluk 200 kussens besteld, en hij probeert een manier te vinden om ervan af te komen. |                                                   |                    |                                     |                   |            |
| 41 | Sam Wordt een Gewone Meid(iMake Sam Girlier)      | Roger Christiansen | Jake Farrow                         | 11 april 2009     | 216        |
| Carly wil Sam helpen als zij ontdekt dat ze verliefd is op een jongen op school. Ondertussen denkt Spencer dat een meisje hem leuk vindt om zijn smoking. |                                                   |                    |                                     |                   |            |
| 42 | (iGo Nuclear)                                     | David Kendall      | George Doty IV & Andrew Hill Newman | 22 april 2009     | 214        |
| Carly, Sam en Freddie krijgen een school-opdracht, om een zo'n origineel mogelijk project maken dat goed is voor het milieu. |                                                   |                    |                                     |                   |            |
| 43-44 | Een Date met een Slechte Jongen (iDate a Bad Boy) | Steve Hoefer       | Dan Schneider                       | 9 mei 2009        | 217-225    |
| Carly probeert haar relatie voor Spencer te verbergen, omdat haar nieuwe vriendje een slechte jongen blijkt te zijn. Ondertussen komt Sam met het idee om haar favoriete vieze video's online te zetten, en ze huurt Freddie in om voor haar een website te maken. Dit is een dubbele aflevering en kan geheel getoond worden als film of in twee delen. |                                                   |                    |                                     |                   |            |
| 45 | Missy is terug (iReunite With Missy)              | Adam Weissman      | Jake Farrow                         | 16 mei 2009       | 218        |
| Een oude vriend van Carly (Missy), is terug verhuisd in de stad en ze is vastberaden Carly terug te winnen van Sam, maar hulp komt uit onverwachte hoek. Ondertussen zit Spencer vast in de kelder, terwijl een buurjongen hem vindt, en weigert hem te redden. |                                                   |                    |                                     |                   |            |
| 46 | Dingo Gevecht (iTake on Dingo)                    | David Kendall      | Jake Farrow                         | 13 juni 2009      | 226        |
| Carly maakt zich zorgen omdat een show uit Los Angeles misschien haar materiaal kopieert. Daarom gaat zij samen met Sam, Freddie en Spencer naar Californië om dit uit te zoeken. |                                                   |                    |                                     |                   |            |
| 47 | Samen Uit Samen Kluis (iMust Have Locker #239)    | David Kendall      | Eric Goldberg & Peter Tibbals       | 27 juni 2009      | 220        |
| Sam en Freddie moeten hetzelfde kluisje delen nadat ze een wedstrijd op school hebben gewonnen. Ondertussen vraagt Carly of Spencer haar tekenles wil geven. |                                                   |                    |                                     |                   |            |
| 48 | Tweeling (iTwins)                                 | Russ Reinsel       | Eric Goldberg & Peter Tibbals       | 11 juli 2009      | 224        |
| Freddie denkt dat Sams tweelingzus, Melanie, Sam is. Ondertussen geeft Carly Chuck, een rivaal van Spencer, les. Spencer wil haar laten zien wat een vreselijk iemand Chuck is. |                                                   |                    |                                     |                   |            |
| 49-50 | Gevecht met Shelby Marx (iFight Shelby Marx)      | Steve Hoefer       | Dan Schneider                       | 8 augustus 2009   | 221-222    |
| Tijdens een aflevering van iCarly zegt Carly dat ze de bokser Shelby Marx kan verslaan. Shelby komt hierop naar Carly's huis om te vechten en te zien wie er nou echt gaat winnen. Dit is een dubbele aflevering en kan geheel getoond worden als film of in twee delen. |                                                   |                    |                                     |                   |            |